# Іванівка (Новгород-Сіверський район)
Іва́нівка — село в Україні, у Семенівській міській громаді Новгород-Сіверського району Чернігівської області. До 2019 орган місцевого самоврядування — Іванівська сільська рада.
Населення становить 389 осіб.

## Історія
За даними на 1859 рік у власницькій слободі Іванівка (Стегалівка) Новозибковського повіту Чернігівської губернії мешкало 449 осіб (231 чоловічої статі та 218 — жіночої), налічувалось 74 дворових господарств.
Станом на 1886 у колишньому власницькому селі Семенівської волості мешкало 625 осіб, налічувалось 128 дворових господарств.
За переписом 1897 року кількість мешканців зросла до 986 осіб (455 чоловічої статі та 531 — жіночої), з яких всі — православної віри.
12 червня 2020 року, відповідно до Розпорядження Кабінету Міністрів України № 730-р «Про визначення адміністративних центрів та затвердження територій територіальних громад Чернігівської області», увійшло до складу Семенівської міської громади.
19 липня 2020 року, в результаті адміністративно-територіальної реформи та ліквідації Семенівського району, село увійшло до Новгород-Сіверського району.

## Населення

### Мова
Розподіл населення за рідною мовою за даними перепису 2001 року:
| Мова       | Кількість | Відсоток |
| ---------- | --------- | -------- |
| українська | 529       | 83.05%   |
| російська  | 108       | 16.95%   |
| Усього     | 637       | 100%     |

## Інфраструктура
Станом на 2019 рік в селі є такі заклади: сільрада, магазин, школа, будинок культури і бібліотека.